# Kirkhaugh
 (février 2024).
Kirkhaugh est une ancienne paroisse civile et un village du Northumberland, en Angleterre.